# Сипув
Сипув (пол. Sypów) — село в Польщі, у гміні Дзялошиці Піньчовського повіту Свентокшиського воєводства.
Населення — 67 осіб (2011).
У 1975-1998 роках село належало до Келецького воєводства.

## Демографія
Демографічна структура на день 31 березня 2011 року:
|          | Загалом | Допрацездатний вік | Працездатний вік | Постпрацездатний вік |
| -------- | ------- | ------------------ | ---------------- | -------------------- |
| Чоловіки | 37      | 2                  | 25               | 10                   |
| Жінки    | 30      | 0                  | 13               | 17                   |
| Разом    | 67      | 2                  | 38               | 27                   |